# 壇金礦業
壇金礦業有限公司，簡稱壇金礦業（英語：Taung Gold International Limited，港交所：0621），在2011年10月14日，由永興國際（控股）有限公司更名而來。現時主要業務開採金礦、煤炭等產品。
現時主要地區包括南非、中國河北省等地區，主席及總裁為李學賢。總部位於香港新界楊屋道8號如心廣場19樓1901室。

## 連結
- TaungGold.com （页面存档备份，存于）